# Гамаль Володимир Ілліч
Володимир Ілліч Гама́ль (нар. 7 жовтня 1948, Рогізна) — український скульптор; член Спілки радянських художників України з 1986 року. Лауреат Літературно-мистецької премії імені Сидора Воробкевича за 2000 рік.

## Біографія
Народився 7 жовтня 1948 року в селі Рогізній (нині мікрорайон Чернівців). Закінчив восьмирічну школу в рідному селі та середню школу № 38 у Садгорі.
Протягом 1966—1970 років навчався у Вижницькому училищі прикладного мистецтва, був учнем Валерія Жаворонков, Едуарда Жуковського, Петра Лемського, Анатолія Скиби.
У 1970—1971 роках працював художником-конструктором у Первомайську. З 1971 по 1973 рік проходив строкову службу в Радянській армії.
Протягом 1976—1982 років продовжив здобувати мистецьку освіту в Естонському державному художньому інституті у Таллінні, де навчався у Олава Мянні, Енна Рооса, Яака Соанса, Еймі Юрйо. Інститут закінчив з «червоним» дипломом. Під час навчання одержував за відмінні успіхи підвищену та іменну стипендії імені Крейцвальда.
Після закінчення навчання працював у Чернівецькому художньому фонді, одночасно у 1983—1984 роках викладав скульптуру в Чернівецькій обласній дитячій художній школі імені Миколи Івасюка. У 1984 році нагороджений почесною грамотою Спілки художників України. Мешкає у Чернівцях в будинку на вулиці Возз'єднання, № 37.

## Творчість
Працює у галузях монументальної та станкової скульптури; створює портрети, просторові композиції, використовуючи камінь, дерево, бронзу, кераміку. Серед робіт:
Станкова скульптура
композиції
- «Край» (1988, дерево, залізо);
- «Художник» (1986);
- «Материнство» (1987);
- «Подорож» (1989);
- «Закохані» (1990);
- «Космічний мотив» (1990);
- «Колискова в місячну ніч» (1992);
- «Очікування» (1994);
- «Молитва» (1995);
- «Мрії» (2001).

Автор серії українських діячів в кераміці (мала пластика, барельєф): Данило Галицький, Богдан Хмельницький, Тарас Шевченко, Іван Франко, Юрій Федькович, Степан Бандера, Роман Шухевич, Петро Могила, Іван Мазепа, Андрій Шептицький, Олександр Архипенко, Назарій Яремчук, Іван Миколайчук та інші.
Монументальні роботи
- меморіальний комплекс борцям за волю України — рогізнянам, які загинули за українську державність у Чернівцях;
- пам'ятник Петру Конашевичу-Сагайдачному у Хотині  (1991),
- пам'ятник Юрію Федьковичу у Чернівцях (1995);
- пам'ятник Юрію Федьковичу у Путилі (2004);
- пам'ятний знак, присвячений літописцям Руси-України у Чернівцях (2004);
- погруддя Остапа Вільшини у Чернівцях (2004).

У 1988 році, на тисячоліття хрещення Русі, взяв участь у скульптурному симпозіумі у Києві, а на 1020-літній ювілей — у Вишгороді виконав скульптуру з каменю «Молитва» (висота 2,3 м.).
Автор меморіальних дощок Олександру Пулинцю (2003), Борису Тимощуку (2007), Миколі Івасюку, Івану Зарецькому.

Пам'ятник Літописцям Русі-України (Чернівці, на розі вулиць Котляревського та Лесі Українки), січень 2009.
Ангел милосердя, Чернівці.
Композиція Молитва (симпозіум по каменю, Вишгород).
Пам'ятник Петру-Конашевичу Сагайдачному (Хотин, зменшена копія).
Пам'ятник Юрію Федьковичу (Чернівці).
Меморіальна дошка Миколі Івасюку.
Меморіальна дошка Івану Зарецькому.
Меморіальна дошка Борису Тимощуку.

Учасник обласних, республіканських та всесоюзних мистецьких виставок з 1980 року. Персональні виставки відбулися у Чернівцях у 1983 (в залі Обласної спілки художників України), 2000 і 2017 (в Чернівецькому художньому музеї) роках, Києві (Музей історії Києва) та Львові (Львівський палац мистецтв) у 2000 році. 
Окремі роботи зберігаються у Чернівецьких художньому та краєзнавчому музеях.